# Episodi di Sherlock (quarta stagione)
La quarta e ultima stagione della serie televisiva Sherlock, composta da 3 episodi, è andata in onda nel Regno Unito sul canale BBC One dal 1º gennaio 2017 al 15 gennaio 2017.
In Italia è stata pubblicata il giorno successivo la messa in onda originale sulla piattaforma di streaming on demand Netflix.
Le riprese della quarta stagione sono iniziate il 4 aprile 2016 e si sono concluse il 5 agosto 2016.
| nº | Titolo originale    | Titolo italiano      | Prima TV Regno Unito | Distribuzione Italia |
| -- | ------------------- | -------------------- | -------------------- | -------------------- |
| 1  | The Six Thatchers   | Le sei Thatcher      | 1º gennaio 2017      | 2 gennaio 2017       |
| 2  | The Lying Detective | Il detective morente | 8 gennaio 2017       | 9 gennaio 2017       |
| 3  | The Final Problem   | Il problema finale   | 15 gennaio 2017      | 16 gennaio 2017      |

## Le sei Thatcher
- Titolo originale: The Six Thatcher
- Diretto da: Rachel Talalay
- Scritto da: Mark Gatiss

### Trama
L'omicidio compiuto da Sherlock viene insabbiato dai servizi segreti britannici, che richiedono il suo consulto per i recenti avvenimenti riguardanti Jim Moriarty.
L'investigatore quindi, in attesa di una mossa da parte della nemesi, torna alla sua quotidianità insieme a John, Mary e la figlia Rosamund Mary detta Rosie, appena nata, di cui un riluttante Sherlock (il quale sostiene che le religioni sono invenzioni) è padrino di battesimo e Molly e la signora Hudson le madrine.
Lestrade gli propone un nuovo caso, in cui deve indagare sulla morte misteriosa di un giovane ragazzo, figlio di un ministro del governo inglese.
Sherlock risolve il caso molto velocemente, il ragazzo è morto per cause naturali mentre voleva fare una sorpresa al padre, tuttavia resta il mistero di un busto distrutto, nella casa, raffigurante Margaret Thatcher.
Successivamente si scopre che quello non era l'unico busto, ma che ce ne sono altri cinque fabbricati simultaneamente e che stanno venendo tutti distrutti.
L'investigatore riesce a rintracciarli e trovare l'unico non ancora in frantumi, così si apposta a casa del proprietario e ha una colluttazione con il presunto ladro, che si scopre rompere i busti per cercare qualcosa all'interno.
Sherlock pensa sia un oggetto riferito a un altro caso, la famosa "perla dei Borgia", invece è una chiave USB con su scritto A.G.R.A, identica a quella che Mary aveva consegnato a John ne L'ultimo giuramento.
Holmes capisce subito che Mary è implicata, ma quando va per chiederle informazioni e per prometterle di proteggerla, lei lo stordisce.
Si scoprono diverse cose sul passato della donna: gli A.G.R.A. (una sigla che indica i nomi dei membri) sono una squadra speciale di spie, di cui lei (il cui vero nome è Rosamund Mary come la figlia) faceva parte e ora l'ultimo di loro rimasto, Aj, la accusa di tradimento; Mary decide così di lasciare momentaneamente la città per non mettere in pericolo John e la bambina.
Viene però presto rintracciata in Marocco da Holmes e Watson in cerca di spiegazioni, quando Aj, che li ha pedinati, irrompe nella stanza iniziando a sparare. L'uomo viene poi ucciso da un agente di polizia, ma prima di morire dà importanti informazioni a Sherlock, che riesce a dedurre chi è il vero colpevole, dopo aver sospettato una collega di Mycroft, Lady Smallwood.
Si scopre quindi che l'artefice del tutto è una segretaria dei servizi segreti, che non si è fatta scrupoli a vendere la squadra speciale. Sherlock la incontra all'acquario di Londra insieme a Mary, per incastrarla, ma mentre parlano lui la provoca eccessivamente e lei gli spara; Mary, parandoglisi davanti per salvarlo, viene colpita dal proiettile. Poco dopo arriva John, prima occupato con la bambina, che appena capisce cosa è successo dà la colpa di tutto a Sherlock, accusandolo di aver infranto il giuramento. Mary muore infine tra le sue braccia.
- Nota. L'episodio è un libero adattamento del racconto L'avventura dei sei Napoleoni (The Adventure of the Six Napoleons), racchiusa dentro la raccolta di racconti "Il ritorno di Sherlock Holmes", con elementi da Il segno dei quattro, La faccia gialla, L'avventura del fabbricante di colori in pensione e L'avventura della casa vuota (esclusivamente per il fatto che è il racconto dove Watson parla della morte di sua moglie); all'inizio scorrono anche velocemente diversi casi, alcuni ispirati da racconti rivisitati (ad esempio L'avventura dell'inquilina velata, L'avventura del pollice dell'ingegnere, e L'avventura della Criniera del Leone). Ricorrente nell'episodio è anche il racconto iniziale di Appuntamento a Samarra di John O'Hara (una storia tratta dal Talmud babilonese), recitato da Sherlock e a cui Mycroft e l'assassina fanno riferimento.

## Il detective morente
- Titolo originale: The Lying Detective
- Diretto da: Nick Hurran
- Scritto da: Steven Moffat

### Trama
Mentre John non parla da mesi con Holmes ed è distrutto dalla morte di Mary al punto di vederla come un'allucinazione che rappresenta il suo subconscio e con cui discute, Sherlock (che frequenta anche delle sedute di psicoterapia) viene contattato dalla figlia dell'imprenditore e filantropo Culverton Smith, Faith, che lei sostiene abbia confessato un omicidio, ma non sa chi sia la vittima in quanto suo padre ha utilizzato un farmaco che inibisce la memoria. Sherlock deduce che il padre è un serial killer e si propone di smascherarlo e fermarlo. L'investigatore, però, è sotto la pesante influenza di droghe, che oltre a sminuire la sua reputazione non gli permettono di distinguere chiaramente i propri pensieri dalla realtà, al punto che quando incontra la vera Faith (una donna diversa da quella venuta a Baker Street) pensa di avere avuto in precedenza un'allucinazione causata dalla droga. Affronta e attacca Smith, ma John, dopo averlo fermato, in preda all'ira lo aggredisce selvaggiamente. Durante la convalescenza in ospedale Smith entra nella stanza di Sherlock, confessa e poi cerca di ucciderlo. John arriva appena in tempo per salvare Sherlock, il quale rivela che il suo comportamento fino a quel momento era solo uno stratagemma elaborato per smascherare Smith, ma anche per soddisfare l'ultimo desiderio di Mary, rivelato in un video preregistrato, quello di salvare John facendosi salvare. Più tardi la terapeuta di John rivela di essere in realtà la sorella segreta di Sherlock, Eurus, che ha utilizzato diversi travestimenti (tra cui la falsa Faith Smith, usando degli appunti reali sottratti, e una ragazza che abborda John sull'autobus e con cui lui scambia messaggi nell'episodio precedente) per manipolare sia Sherlock che Watson. L'episodio si conclude con lei che spara a John.
- Nota. L'episodio è un libero adattamento del racconto L'avventura del detective morente (The Adventure of the Dying Detective), uno degli otto racconti della raccolta L'ultimo saluto di Sherlock Holmes (His Last Bow). Il titolo originale dell'episodio è traducibile correttamente come Il detective giacente o Il detective bugiardo. Si tratta del secondo episodio dove non compare o viene nominato Moriarty. Smith nomina come suo ispiratore il serial killer statunitense Henry Howard Holmes, che ai suoi tempi era in piena pubblicazione, ma la figura dell'antagonista ricorda anche Jimmy Savile, conduttore televisivo, filantropo e stupratore seriale britannico.[5] Non sarebbe casuale neanche la scelta di citare Henry Howard Holmes da parte di Smith, dal momento che, nella realtà, tale killer, cime riportato nella biografia di Erik Larson, avrebbe adottato tale pseudonimo (il suo nome di battesimo era Herman Webster Mudjett) per via della sua ammirazione per lo stesso Sherlock Holmes, in piena pubblicazione ai tempi dell'attività di tale assassino seriale. In questo episodio, inoltre, Watson scopre che Irene Adler è ancora viva e veniamo a sapere che talvolta comunica con Sherlock via sms.

## Il problema finale
- Titolo originale: The Final Problem
- Diretto da: Ben Caron
- Scritto da: Steven Moffat e Mark Gatiss

### Trama
L'episodio inizia con una bambina che si risveglia su un aereo  in volo in cui tutti sono morti o narcotizzati e che, rispondendo a un cellulare, all'altro capo ode la voce di Moriarty. Sherlock e Watson (che era stato colpito con un tranquillante da Eurus) con un trucco obbligano Mycroft a riconoscerne l'esistenza. Eurus, al culmine dei suoi attacchi a Sherlock, fa esplodere una bomba nel suo appartamento di Baker Street. Sherlock, Mycroft e Watson si recano quindi a Sherrinford, una struttura psichiatrica di massima sicurezza in cui è trattenuta Eurus. Anche se Mycroft è scettico sulla possibilità che lei sia fuggita, i tre protagonisti scoprono che Eurus ha compromesso tutto il personale e controlla l'intera struttura, a causa anche delle concessioni a lei fatte da Mycroft per averne le intuizioni: in particolare, a Natale ha incontrato Moriarty, il quale ha registrato numerosi filmati e la usa ora come "vendetta postuma".
Eurus sottopone il trio a una serie di prove, testando la loro morale, costringendoli a scegliere quali delle sue vittime vivranno o moriranno. Eurus costringe tra l'altro Sherlock a farsi dichiarare amore reciproco da Molly Hooper, mettendo in crisi le facoltà razionali di Sherlock. Il detective, resosi conto che lei continuerà a metterlo alla prova fino a quando uno fra Mycroft o Watson morirà, tenta di uccidersi, ma Eurus narcotizza i tre. Sherlock, risvegliatosi in una finta cella fuori dal vecchio maniero di famiglia, è costretto a confrontarsi con la memoria di "Barbarossa", un amico d'infanzia (che lui ha rimosso e crede essere il suo cane) la cui morte mise in moto gli eventi che videro Eurus incarcerata. Intanto Watson si ritrova incatenato in fondo a un pozzo che si riempie. Sherlock risolve l'indovinello finale e, connettendosi con Eurus a livello emotivo offrendo il suo amore e il rapporto con un fratello che non ha mai avuto, salva sia Watson che la sorella (la bambina nell'aereo). Eurus viene nuovamente rinchiusa a causa degli omicidi e delle morti causate.
Successivamente si vede Sherlock che visita Eurus e suona con lei il violino, e l'intera famiglia Holmes che si ricongiunge, guardando Sherlock ed Eurus che suonano a Sherrinford.
Sherlock e Watson poi ritornano all'appartamento di Baker Street, dove trovano un altro messaggio di Mary nel quale implora i due di restare insieme. Infine viene mostrata la loro ricostruzione dell'appartamento di Baker Street, che torna al suo originale splendore, prima che Sherlock e Watson ricomincino a incontrare una nuova serie di insoliti clienti. 
- Nota. L'episodio è un libero adattamento del racconto L'ultima avventura (o Il problema finale) (The Final Problem) e contiene elementi presi da Il cerimoniale dei Musgrave (The Adventure of the Musgrave Ritual), L'avventura dei tre Garrideb, La scomparsa di Lady Frances Carfax e Il mistero della Gloria Scott (The Adventure of the Gloria Scott). Nel finale tra i vari casi compare un'immagine del caso L'avventura degli omini danzanti. L'espressione "vento dell'est" (Eurus) che Mycroft diceva per misurare le reazioni di Sherlock da piccolo (ricordato anche ne L'ultimo giuramento) è un proverbio citato da Holmes nel racconto L'ultimo saluto. Un epilogo.
- Nota. "Sherrinford", il nome dell'istituto psichiatrico dove è rinchiusa Eurus e altri criminali psicopatici pericolosi per la sicurezza del Regno Unito, è un riferimento al primo nome pensato per Sherlock Holmes, Sherrinford Hope, nonché il nome che i fan del canone attribuiscono al presunto famoso terzo fratello Holmes. L'ultima scena finale contiene un omaggio a Basil Rathbone, l'attore che interpretò Sherlock tra gli anni trenta e gli anni quaranta del ventesimo secolo: i due protagonisti escono dal Palazzo Rathbone, prima che partano i titoli finali. In realtà un palazzo con questo nome non esiste a Londra, segno evidente della citazione di omaggio all'interprete passato.